# Parque José Gomes Ferreira
O Parque José Gomes Ferreira ou Mata de Alvalade é um jardim em Lisboa.
Em certas zonas do parque encontram-se grelhadores em tijolo à disposição dos visitantes.